# Pronunciació rebuda
La pronunciació rebuda (Received Pronunciation en anglès, abreviat com RP) és la manera estàndard de pronunciar de l'anglès habitual al Regne Unit, definit al Concise Oxford English Dictionary com "la pronunciació habitual de l'anglès tal com es parla al sud d'Anglaterra", tot i que també es pot escoltar en parlants nadius a tot Anglaterra i Gal·les. Peter Trudgill va estimar el 1974 que el 3 % dels habitants britànics eren parlants RP, però aquesta estimació ha estat molt qüestionada per l'expert en fonètica J. Windsor Lewis.
L'RP gaudeix d'un gran prestigi social al Regne Unit, i és considerat el dialecte d'aquells amb poder, diners i influència, tot i que pot percebre's negativament per certs sectors en l'associar-se amb privilegis immerescuts. Des de la dècada de 1960 s'ha estat més permissiu amb altres varietats regionals d'Anglaterra a l'educació.
L'estudi de l'RP només s'ha centrat en la pronunciació, mentre que l'anomenat anglès estàndard, anglès del rei, anglès d'Oxford, anglès escolar o anglès de la BBC (tots són sinònims) és un terme que engloba d'altres matèries com la gramàtica, el vocabulari i l'estil. Un individu que utilitza la pronunciació rebuda parla habitualment en aquesta varietat.